# Miehtjerjávrre
Miehtjerjávrre, enligt tidigare ortografi Vietjerjaure, är en sjö i Jokkmokks kommun i Lappland och ingår i Luleälvens huvudavrinningsområde. Sjön har en area på 2,07 kvadratkilometer och ligger 650 meter över havet. Miehtjerjávrre ligger i Padjelanta Natura 2000-område. Sjön avvattnas av vattendraget Miehtjerjåhkå.

## Delavrinningsområde
Miehtjerjávrre ingår i det delavrinningsområde (750219-153080) som SMHI kallar för Utloppet av Vietjerjaure. Medelhöjden är 725 meter över havet och ytan är 13,76 kvadratkilometer. Räknas de 4 avrinningsområdena uppströms in blir den ackumulerade arean 36,18 kvadratkilometer. Miehtjerjåhkå som avvattnar avrinningsområdet har biflödesordning 5, vilket innebär att vattnet flödar genom totalt 5 vattendrag (Njoammeljåhkå, Varggá, Vuojatädno, Stora Luleälv, Luleälven) innan det når havet. Avrinningsområdet består mestadels av kalfjäll (84 procent). Avrinningsområdet har 2,08 kvadratkilometer vattenytor vilket ger det en sjöprocent på 15,1 procent.

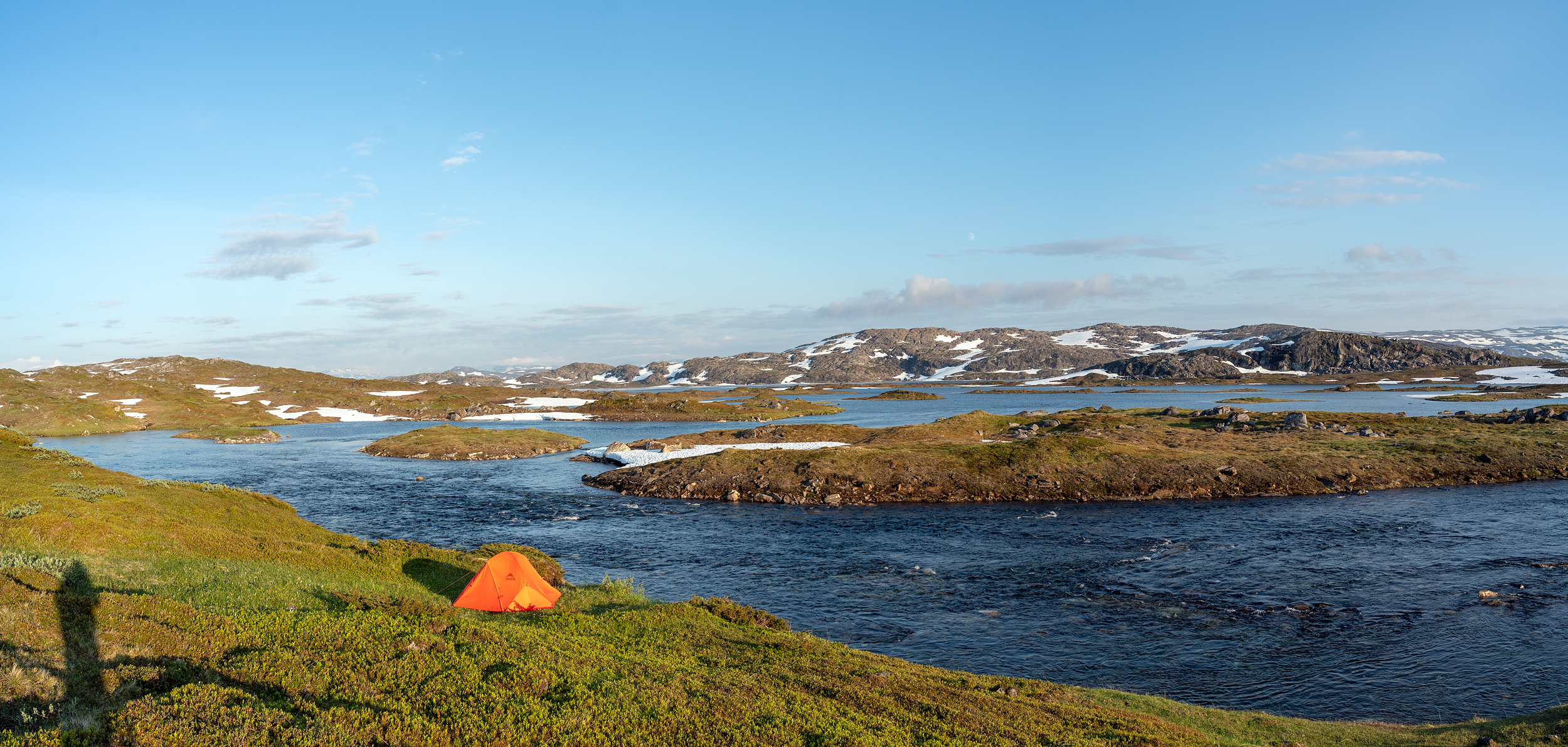
Moalkkomjåhkå vid inloppet i Miehtjerjávrre.
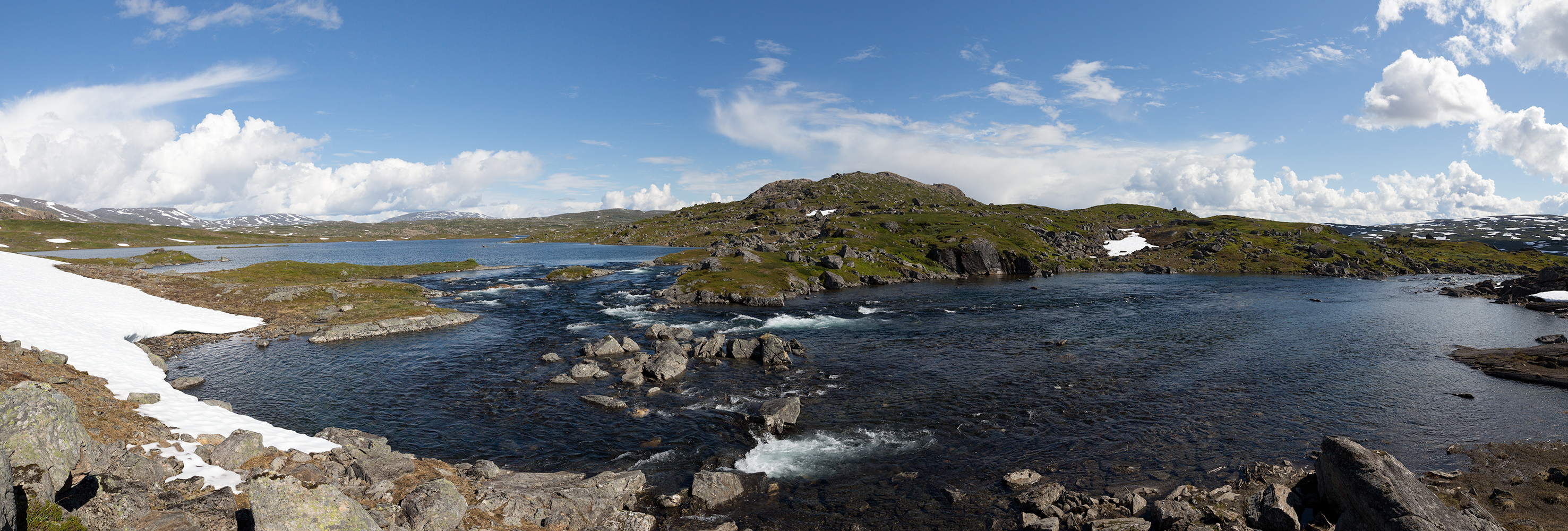
Miehtjerjåhkå vid utloppet av Miehtjerjávrre.